# Clemensia
Clemensia är ett släkte av fjärilar. Clemensia ingår i familjen björnspinnare.

## Dottertaxa tillClemensia, i alfabetisk ordning[1]
- Clemensia abnormis
- Clemensia acroperalis
- Clemensia albata
- Clemensia albida
- Clemensia alembis
- Clemensia barbotini
- Clemensia brunneomedia
- Clemensia cana
- Clemensia centralis
- Clemensia cernitis
- Clemensia chala
- Clemensia cincinnata
- Clemensia clathratat
- Clemensia distincta
- Clemensia domica
- Clemensia erminea
- Clemensia flava
- Clemensia holocerna
- Clemensia incerta
- Clemensia infuscata
- Clemensia inleis
- Clemensia irrorata
- Clemensia lactea
- Clemensia lacteata
- Clemensia leisova
- Clemensia leopardina
- Clemensia leucogramma
- Clemensia maculata
- Clemensia marmorata
- Clemensia mesomima
- Clemensia mucida
- Clemensia nigriplaga
- Clemensia nigrolineata
- Clemensia nubila
- Clemensia ochracea
- Clemensia ophrydina
- Clemensia panthera
- Clemensia parapahella
- Clemensia patella
- Clemensia philodena
- Clemensia picosa
- Clemensia plumbeifusca
- Clemensia pontenova
- Clemensia quinqueferana
- Clemensia quinquiferaria
- Clemensia remida
- Clemensia reticulata
- Clemensia rosacea
- Clemensia roseata
- Clemensia russata
- Clemensia subleis
- Clemensia toulgoeti
- Clemensia umbrata
- Clemensia urucata